# Samuel McLaughlin (fotograf)
Samuel McLaughlin (28. ledna 1826, ostrov Rathlin, Irsko – 26. srpna 1914, Los Angeles) byl kanadský fotograf, redaktor a státní úředník původem z Irska.

## Životopis
Narodil se v Irsku a studoval v Dublinu. Do Kanady přicestoval s vlnou irských přistěhovalců ve 40. letech 19. století. Usadil se ve městě Québec jako vydavatel a hodinář. Fotografii se věnoval jako amatér a stal se odborníkem. V roce 1958 začal vydávat The Photographie Portfolio, A Monthly View of Canadian Scenes and Scenery, první fotografické portfolio publikované v Kanadě. Album jeho fotografií vydalo v roce 1858 Middleton & Dawson z Québecu.
V roce 1861 se stal oficiálním fotografem komisaře pro veřejné práce kanadské vlády. Jeho úkolem bylo dokumentovat budovy postavené kanadskou vládou. Vybudoval fotografický ateliér v Heights of Abraham. V roce 1863, jeho jmenování fotografovat stavbu parlamentních budov v Ottawě bylo začátkem fotografické pobočky katedry. Když se kanadská vláda přestěhovala z Québecu do Ottawy, on a jeho rodina ji následovali. V roce 1881 připravil album Saguenay Photographs Public Works. V roce 1893 odešel do důchodu v Los Angeles, kde zemřel. V roce 1897 požár v Ottawském studiu zničil fotografické originály. Jeho nástupcem se stal jeho syn Daniel Alexandre McLaughlin, fotograf na ministerstvu veřejných prací a železnic a kanálů.
Kanadský malíř Cornelius Krieghoff produkoval několik svých děl založených na fotografiích McLaughlina.

## Muzea a veřejné sbírky
- Bibliothèque et Archives Canada (Library and Archives Canada), Kanadská knihovna a archivy
- Bibliothèque et Archives nationales du Québec, Národní knihovna a archivy Quebecu
- Musée de la civilisation, Muzeum civilizace[3]
- Kanadská národní galerie[4]
- Národní muzeum umění Québecu[5]

## Galerie

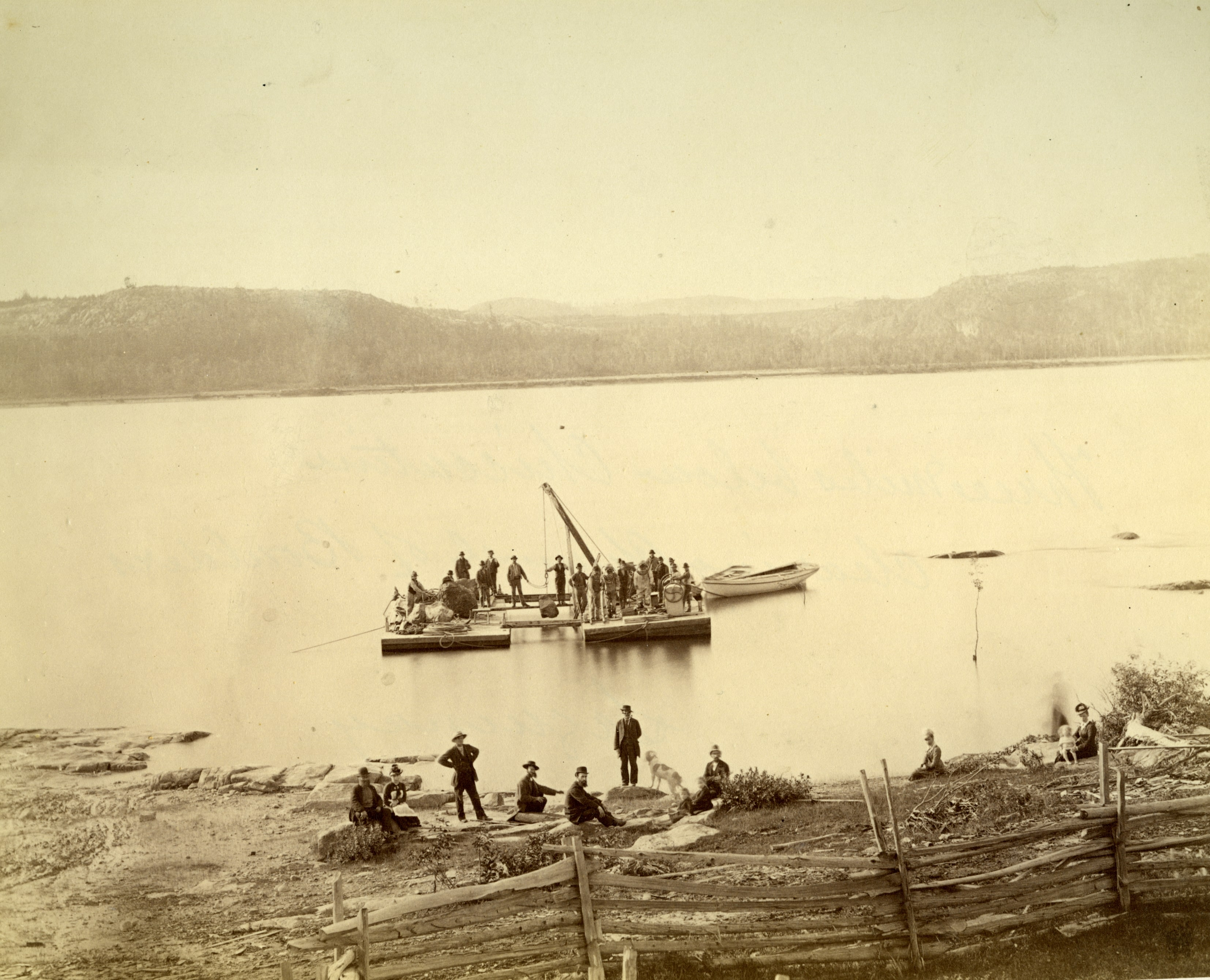
Člun na řece Saguenay v Chicoutimi, Québec
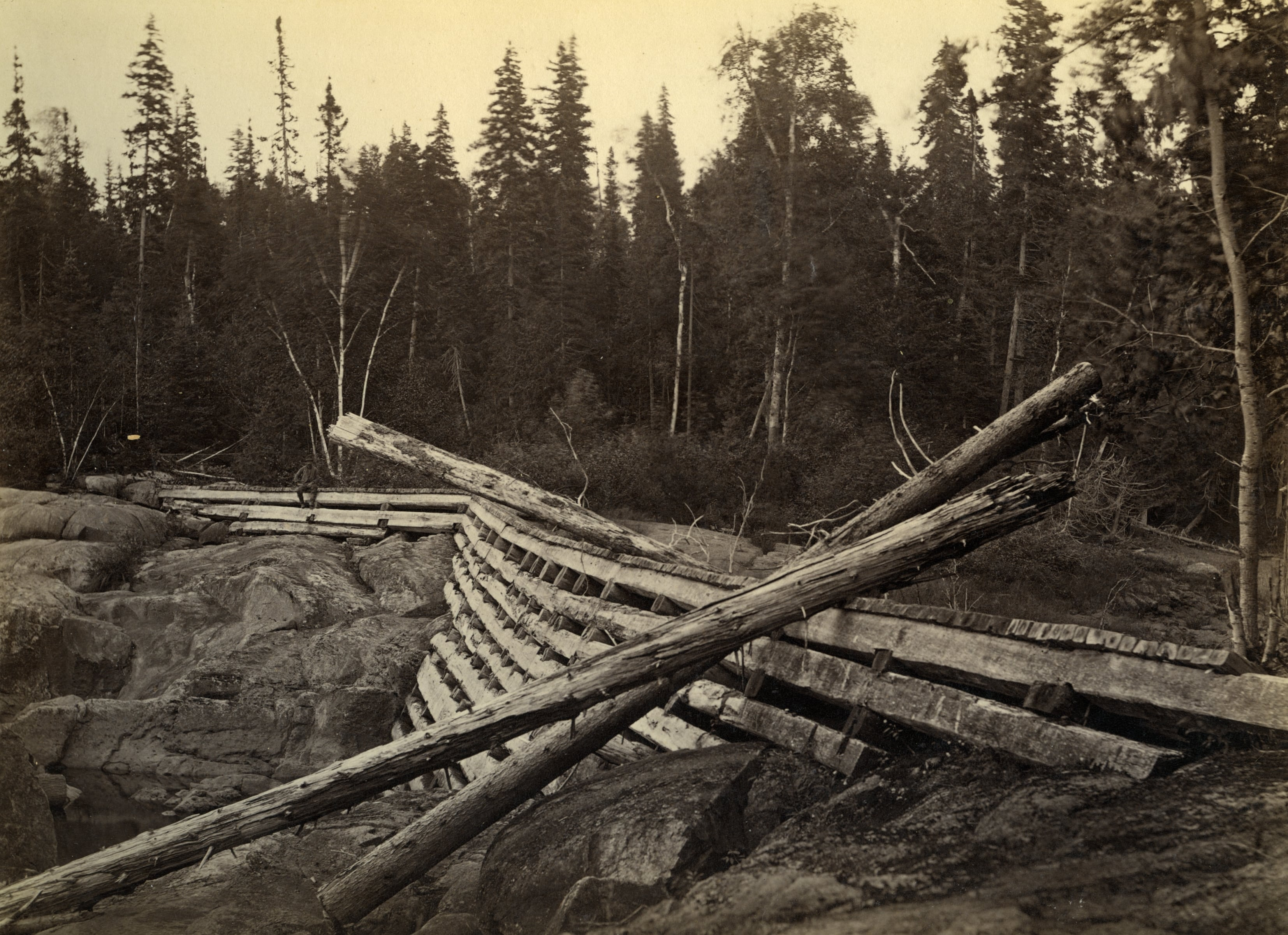
Přehrada poblíž Petite Décharge a dělník v klidu, Alma (Québec)
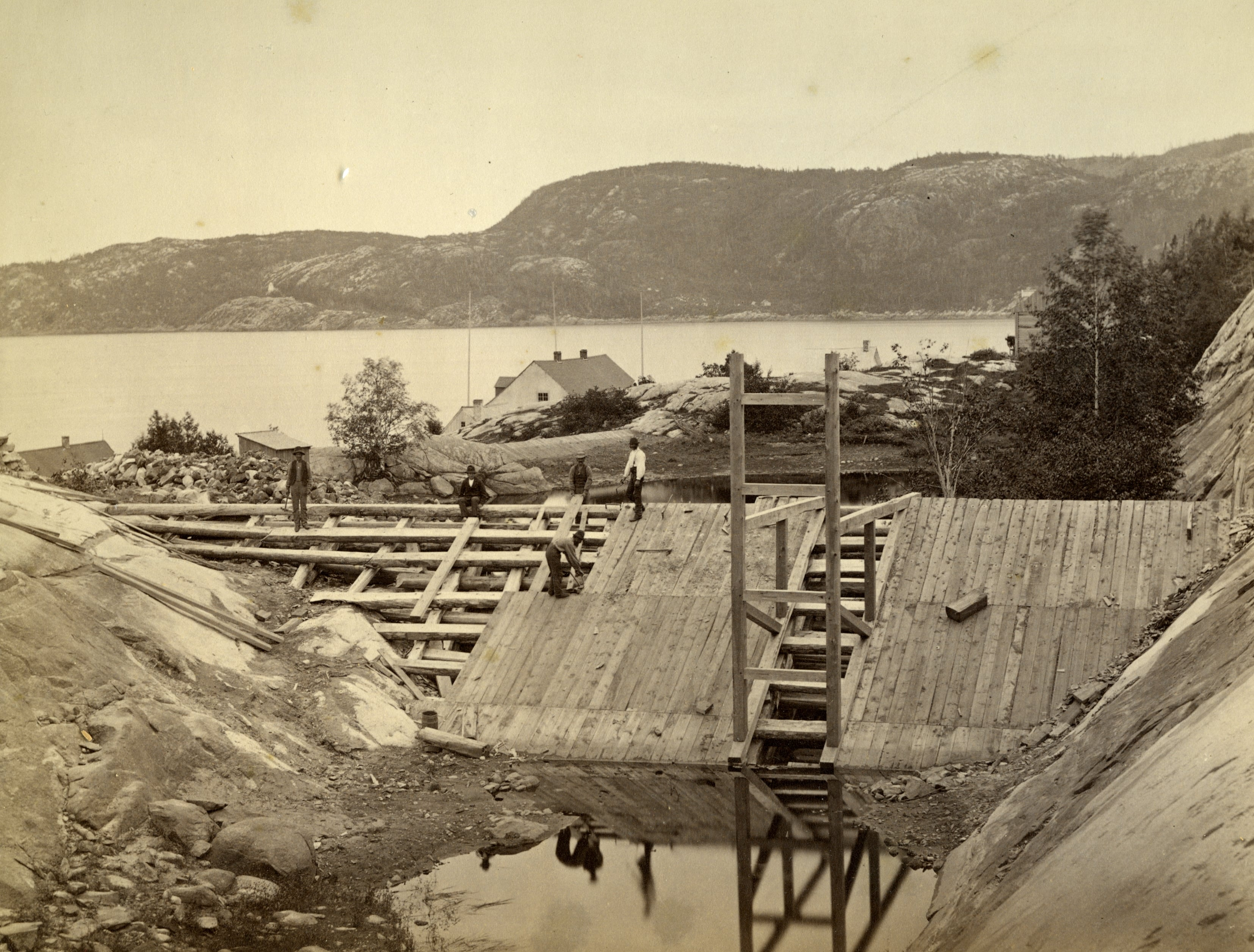
Stavba přehrady, Tadoussac, Québec
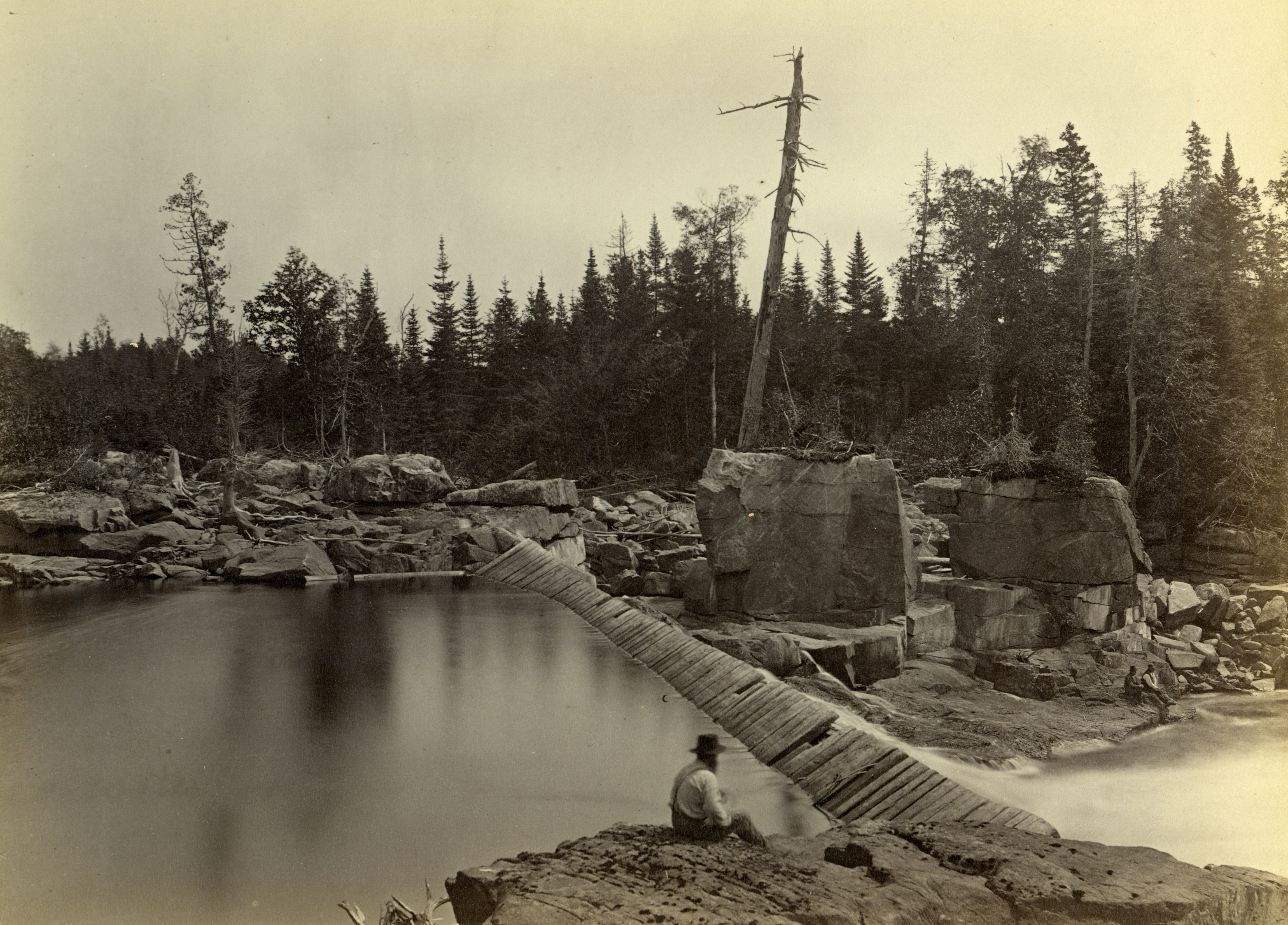
La Petite Decharge a dělníci, Alma, Québec
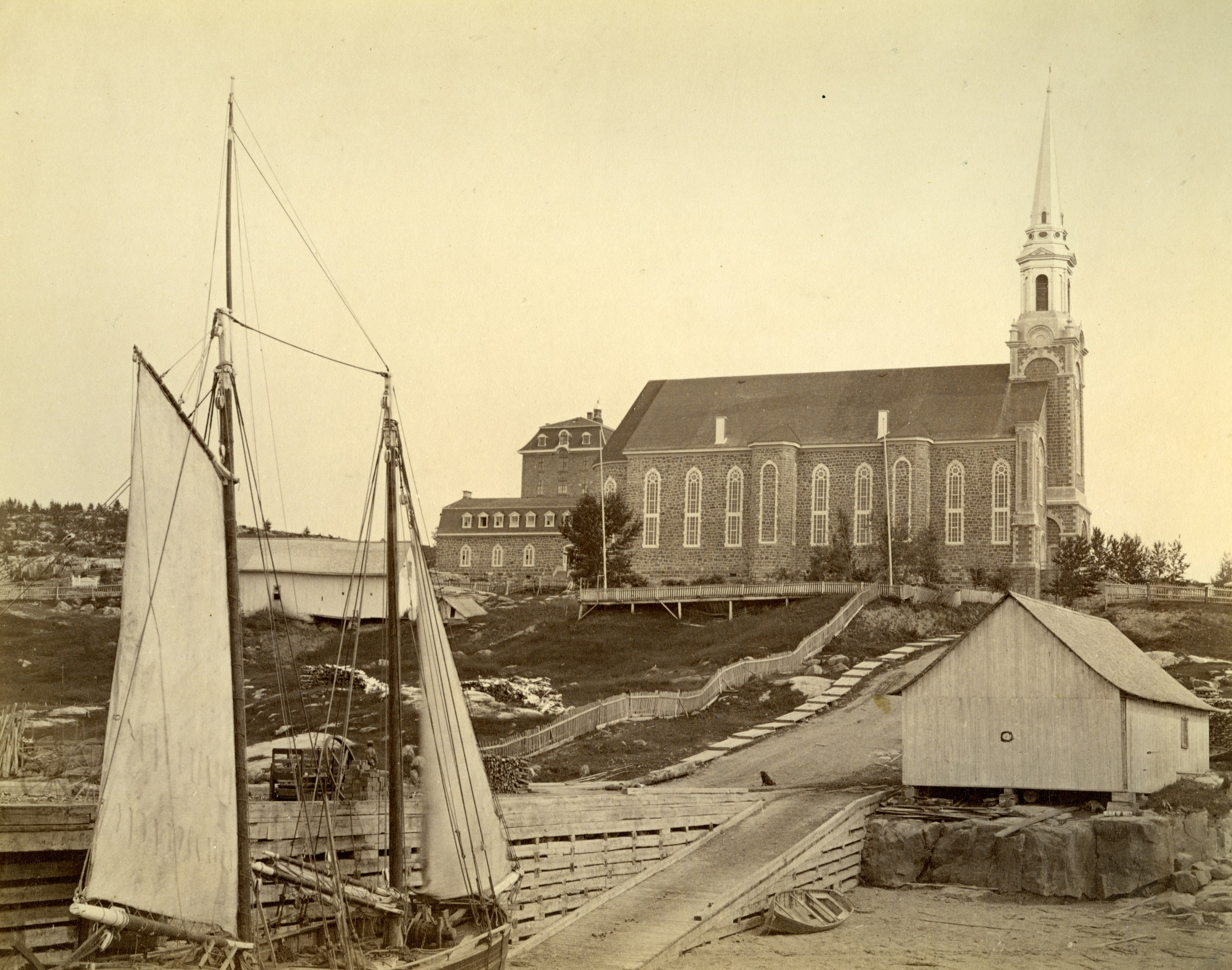
Kostel v Chicoutimi poblíž přístavu, Saguenay, Québec
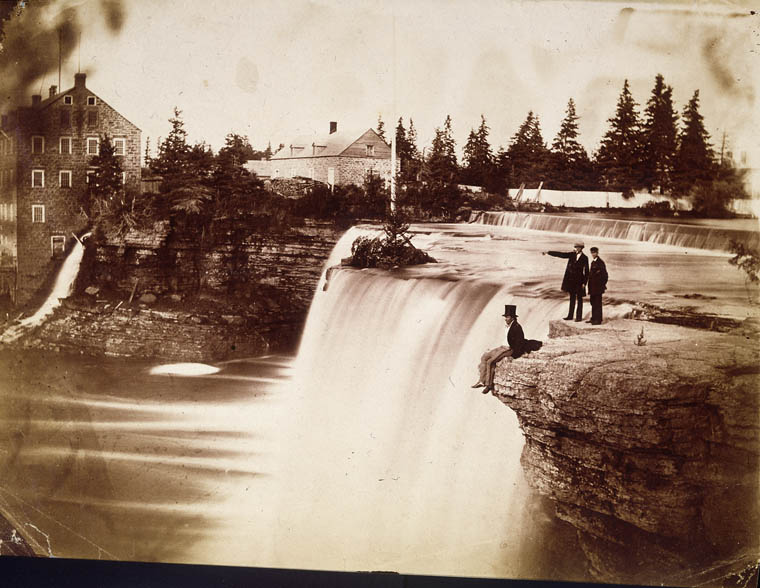
Pohled na vodopády Rideau Falls
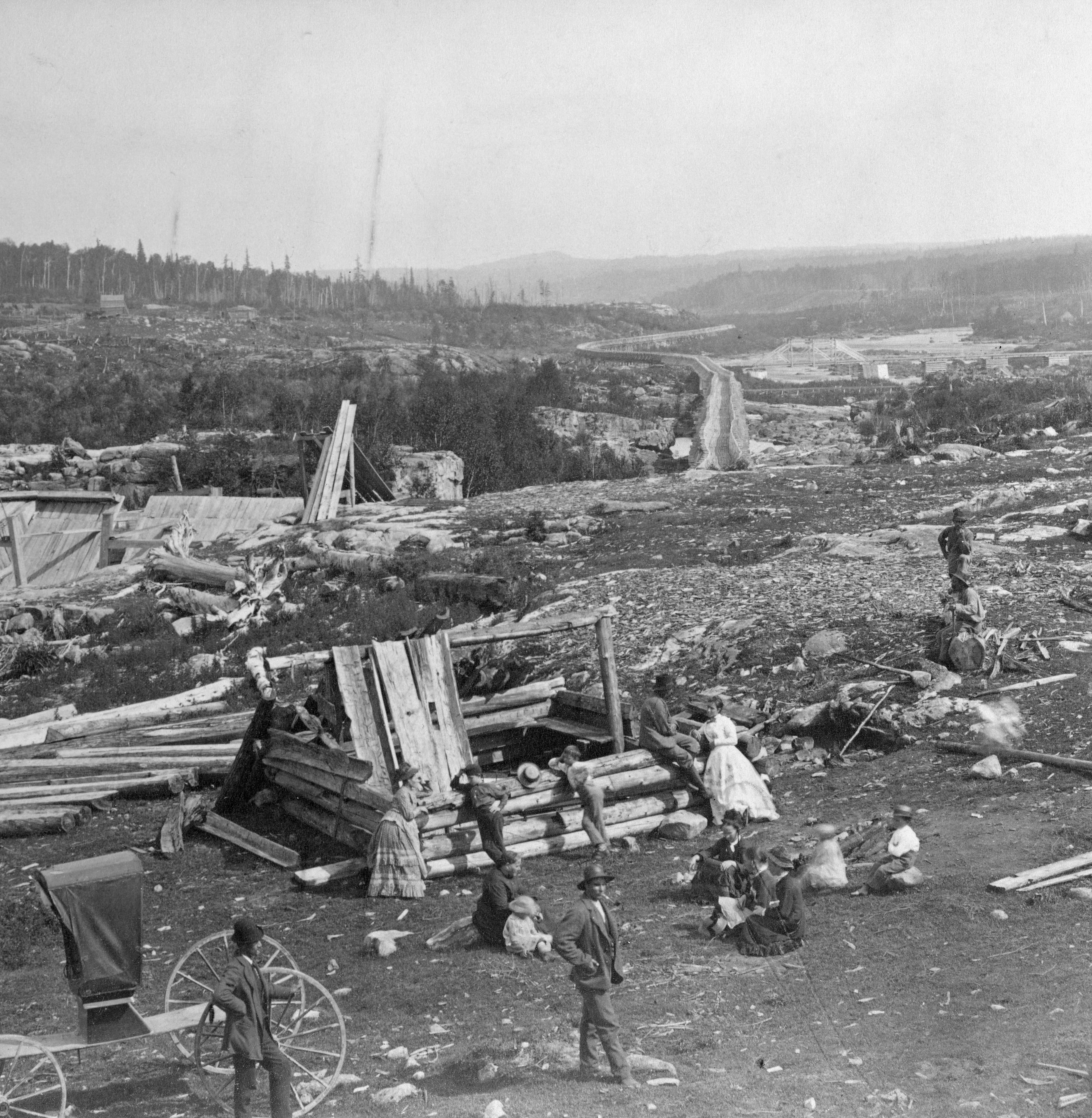
Dimanche à la dalle de bois
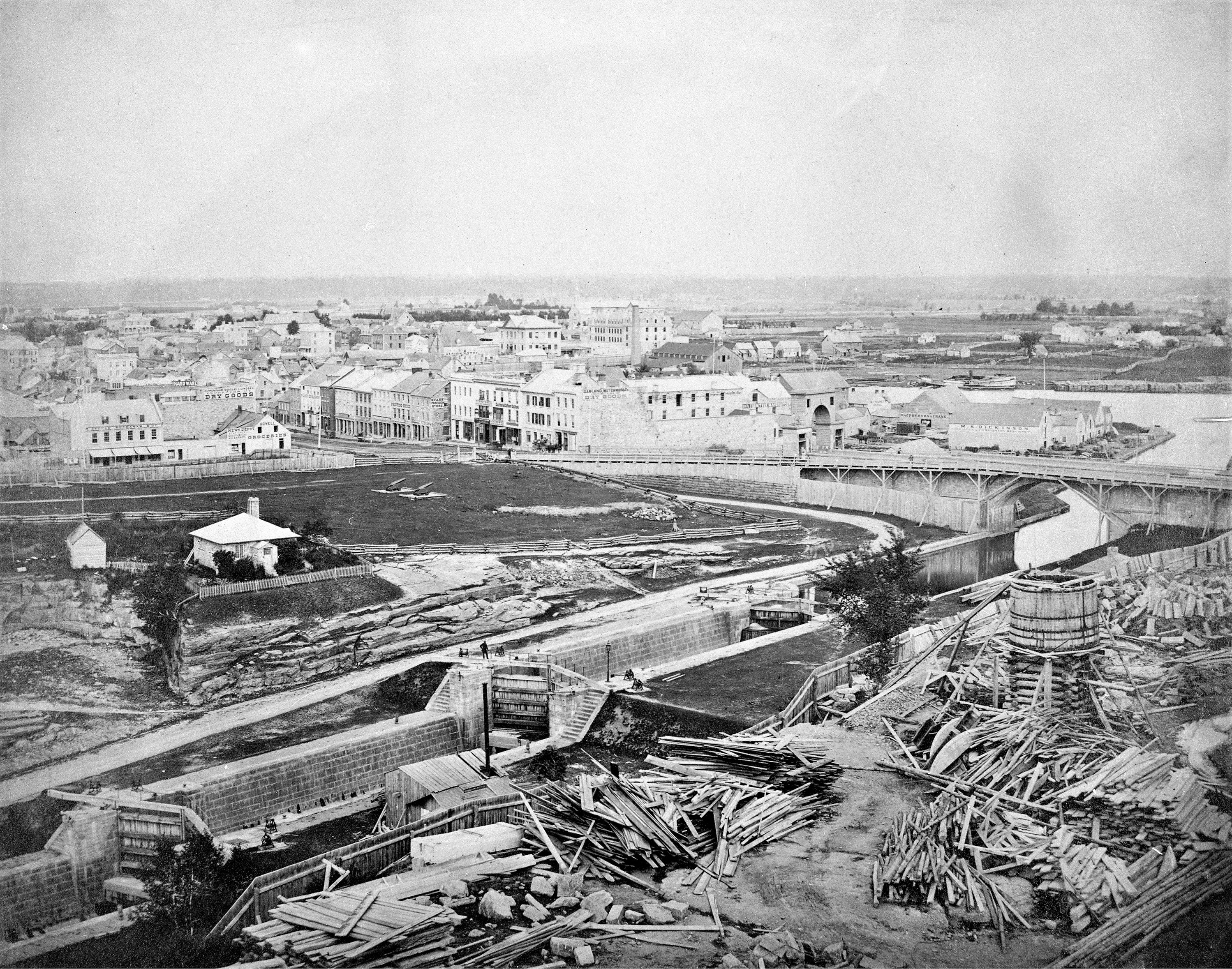
Canal locks and Major's Hill, 1860